# MTVムービー・アワード2011
2011年のMTVムービー・アワードは、2011年6月5日にギブソン・アンフィシアターで行われた。司会はジェイソン・サダイキスである。
2011年5月3日に候補が発表された。最多候補は『エクリプス/トワイライト・サーガ』の8部門である。今回は、新たに設立された台詞賞（Best Line From a Movie）を含めた全12部門が設置されている。また、WTF Moment は Best Jaw Dropping Moment と名前を変えられ、グローバル・スーパースター賞は廃止となった。

## パフォーマー
- ルーペ・フィアスコ featuring トレイ・ソングス - "Out of My Head" / "The Show Goes On"
- フー・ファイターズ - 「ウォーク」

## プレゼンター
- ジャスティン・ティンバーレイク、ミラ・クニス - 男性演技賞
- J・J・エイブラムス、ジョエル・コートニー、エル・ファニング、スティーヴン・スピルバーグ - 『SUPER8/スーパーエイト』のクリップ
- スティーヴ・カレル、ライアン・ゴズリング、エマ・ストーン - 悪役賞
- ジム・キャリー - フー・ファイターズの紹介
- アジズ・アンサリ、ダニー・マクブライド、ニック・スウォードソン - Best Jaw Dropping Moment
- ジョシュ・デュアメル、パトリック・デンプシー、ロージー・ハンティントン＝ホワイトリー、シャイア・ラブーフ - 格闘シーン賞
- ブレイク・ライヴリー、ライアン・レイノルズ - キス賞
- エマ・ワトソン - 『ハリー・ポッターと死の秘宝 PART2』のクリップ
- パトリック・デンプシー、ロバート・パティンソン、チェルシー ハンドラー - MTVジェネレーション賞
- キャメロン・ディアス、ジェイソン・シーゲル - 台詞賞
- アシュトン・カッチャー、ニッキー・ミナージュ - 女性演技賞
- ケイティ・キャシディ、セレーナ・ゴメス、レイトン・ミースター - ルーペ・フィアスコとトレイ・ソングスの紹介
- ジェイソン・ベイトマン、チャーリー・デイ、ジェイソン・サダイキス - コメディ演技賞
- ロバート・パティンソン、クリステン・スチュワート、テイラー・ロートナー - The Twilight Saga: Breaking Dawn のクリップ
- ゲイリー・ビジー - 作品賞

## ノミネート一覧
太字が受賞。

### 作品賞
- 『エクリプス/トワイライト・サーガ』
  - 『ブラック・スワン』
  - 『ハリー・ポッターと死の秘宝 PART1』
  - 『インセプション』
  - 『ソーシャル・ネットワーク』

### 男性演技賞
- ロバート・パティンソン - 『エクリプス/トワイライト・サーガ』
  - ジェシー・アイゼンバーグ - 『ソーシャル・ネットワーク』
  - ザック・エフロン - 『きみがくれた未来』
  - ダニエル・ラドクリフ - 『ハリー・ポッターと死の秘宝 PART1』
  - テイラー・ロートナー - 『エクリプス/トワイライト・サーガ』

### 女性演技賞
- クリステン・スチュワート - 『エクリプス/トワイライト・サーガ』
  - エマ・ストーン – 『小悪魔はなぜモテる?!』
  - エマ・ワトソン - 『ハリー・ポッターと死の秘宝 PART1』
  - ジェニファー・アニストン – 『ウソツキは結婚のはじまり』
  - ナタリー・ポートマン - 『ブラック・スワン』

### ブレイクアウト・スター賞
- クロエ・グレース・モレッツ – 『キック・アス』
  - アンドリュー・ガーフィールド - 『ソーシャル・ネットワーク』
  - ヘイリー・スタインフェルド – 『トゥルー・グリット』
  - オリヴィア・ワイルド – 『トロン: レガシー』
  - ジェイ・チョウ – 『グリーン・ホーネット』
  - ゼイヴィア・サミュエル - 『エクリプス/トワイライト・サーガ』

### 悪役賞
- トム・フェルトン - 『ハリー・ポッターと死の秘宝 PART1』
  - クリストフ・ヴァルツ – 『グリーン・ホーネット』
  - レイトン・ミースター – 『ザ・ルームメイト』
  - ミッキー・ローク – 『アイアンマン2』
  - ネッド・ビーティ – 『トイ・ストーリー3』

### コメディ演技賞
- エマ・ストーン – 『小悪魔はなぜモテる?!』
  - アダム・サンドラー – 『ウソツキは結婚のはじまり』
  - アシュトン・カッチャー – 『抱きたいカンケイ』
  - ラッセル・ブランド – 『伝説のロックスター再生計画!』
  - ザック・ガリフィアナキス – 『デュー・デート 〜出産まであと5日!史上最悪のアメリカ横断〜』

### 恐怖演技賞
- エリオット・ペイジ[4] – 『インセプション』
  - アシュリー・ベル – 『ラスト・エクソシズム』
  - ジェシカ・ゾア – 『ピラニア3D』
  - ミンカ・ケリー – 『ザ・ルームメイト』
  - ライアン・レイノルズ – 『［リミット］』

### キス賞
- クリステン・スチュワートとロバート・パティンソン - 『エクリプス/トワイライト・サーガ』
  - エリオット・ペイジ[4]とジョゼフ・ゴードン＝レヴィット – 『インセプション』
  - エマ・ワトソンとダニエル・ラドクリフ - 『ハリー・ポッターと死の秘宝 PART1』
  - クリステン・スチュワートとテイラー・ロートナー - 『エクリプス/トワイライト・サーガ』
  - ナタリー・ポートマンとミラ・クニス - 『ブラック・スワン』

### 格闘シーン賞
- ロバート・パティンソン vs. ブライス・ダラス・ハワード、ゼイヴィア・サミュエル - 『エクリプス/トワイライト・サーガ』
  - エイミー・アダムス vs. 姉妹たち – 『ザ・ファイター』
  - クロエ・グレース・モレッツ vs. マーク・ストロング – 『キック・アス』
  - ダニエル・ラドクリフ、エマ・ワトソン、ルパート・グリント vs. ロッド・ハント、Arden Bajraktaraj  - 『ハリー・ポッターと死の秘宝 PART1』
  - ジョゼフ・ゴードン＝レヴィット vs. 廊下の敵 – 『インセプション』

### Best Jaw Dropping Moment
- ジャスティン・ビーバー – 『ジャスティン・ビーバー ネヴァー・セイ・ネヴァー』
  - ジェームズ・フランコ – 『127時間』
  - レオナルド・ディカプリオ、エリオット・ペイジ[4] – 『インセプション』
  - ナタリー・ポートマン – 『ブラック・スワン』
  - スティーヴォー – 『ジャッカス3D』

### Biggest Badass Star
- クロエ・グレース・モレッツ
  - アレックス・ペティファー
  - ジェイデン・スミス
  - ジョゼフ・ゴードン＝レヴィット
  - ロバート・ダウニー・Jr

### 台詞賞
- "I Want to Get Chocolate Wasted!" — アレクシス・ニコール・サンチェス（『アダルトボーイズ青春白書』）
  - "There's a Higher Power That Will Judge you for your Indecency" "Tom Cruise?" — アマンダ・バインズとエマ・ストーン（『小悪魔はなぜモテる?!』）
  - "If You Guys Were The Inventors of Facebook, You'd Have Invented Facebook" — ジェシー・アイゼンバーグ（『ソーシャル・ネットワーク』）
  - "...A Million Dollars Isn't Cool. You Know What's Cool?" "A Billion Dollars. And That Shut Everybody Up" — ジャスティン・ティンバーレイクとアンドリュー・ガーフィールド（『ソーシャル・ネットワーク』）
  - "You Mustn't Be Afraid to Dream a Little Bigger Darling" — トム・ハーディ（『インセプション』）

### MTVジェネレーション賞
- リース・ウィザースプーン